# Parafia św. Augustyna i św. Anny w Babiaku
Parafia św. Augustyna i św. Anny w Babiaku – parafia rzymskokatolicka z siedzibą w Babiaku, znajdująca się w archidiecezji warmińskiej, w dekanacie Górowo Iławeckie. W parafii posługują księża archidiecezjalni. Według stanu na marzec 2019 proboszczem parafii był ks. mgr Sławomir Wiśniewski. 